# Ford Six and Eight
Ford Six и Eight были грузовиками Ford, которые производились по всему миру и обычно назывались Ford G8T. Модель также предлагалась в версиях пикап и фургон.